# Línguas bantas
As línguas bantas são um ramo da família linguística nígero-congolesa, falados pelos povos bantos na África subsariana.
O número total destas línguas varia de 440 a 680, dependendo da definição de língua versus dialeto.
A língua banta com o número maior de falantes é o suaíli. Outras línguas bantas importantes são o zulu, o ruanda-rundi e o ndau-shona.
350 milhões de pessoas falam pelo menos, uma destas línguas. 30% da população africana e 5% da mundial. Mas espera-se que o número de falantes destas línguas aumente muito, por causa do alto crescimento populacional na África subsariana.

## História
As línguas bantas foram classificadas por Malcolm Guthrie em 1948 em grupos de acordo com zonas geográficas. Guthrie também reconstruiu o protobanto como a protolíngua deste grupo de línguas. A atual abrangência do grupo linguístico deve-se à expansão banta, que provavelmente ocorreu há aproximadamente 2000 anos.
A palavra banto é uma reconstrução do protobanto criada pelo linguista alemão Wilhelm Bleek com o significado de povo ou gente. A palavra é formada a partir do radical _ntu referindo-se a um ser humano e o prefixo ba_ para indicar o plural, comum a muitas das línguas bantas. Bleek e mais tarde Carl Meinhof fizeram estudos comparativos das gramáticas destas línguas.

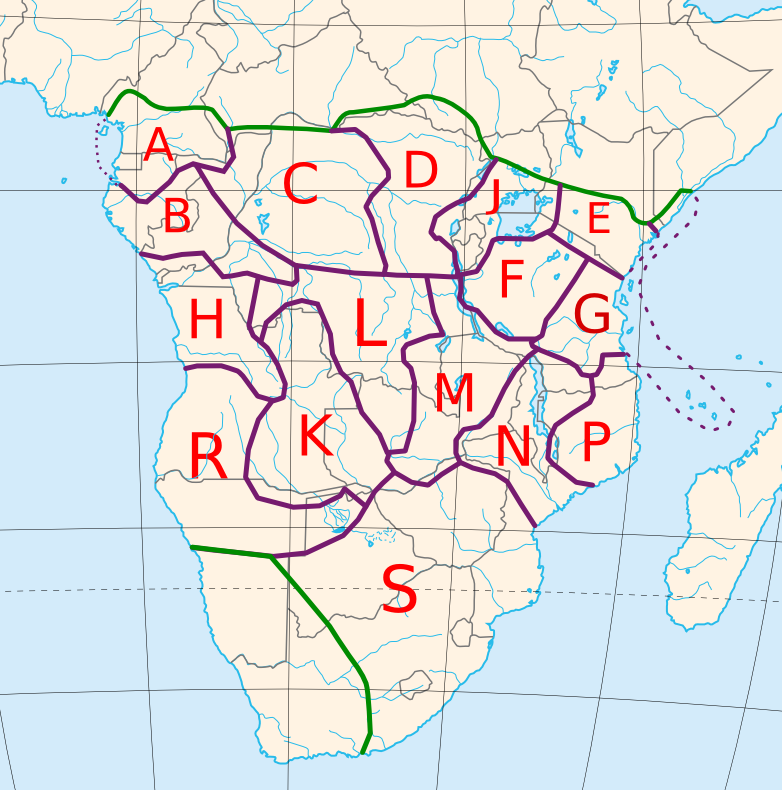
Localização aproximada das 16 zonas bantas (com a zona J incluída)

Existe alguma controvérsia sobre a identidade de algumas línguas bantas, que alguns linguistas consideram dialetos de uma língua. Em Moçambique, por exemplo, a língua principal do sul do país é a língua tsonga, embora os seus dialetos, changana, ronga e xítsua sejam muitas vezes considerados línguas separadas.

## Estrutura
A característica gramatical mais proeminente das línguas bantas é o uso extensivo de prefixos. Cada substantivo pertence a uma classe e cada língua pode ter aproximadamente dez classes, um pouco como gêneros em algumas línguas europeias. A classe é indicada por um prefixo no substantivo, como também em adjetivos e verbos que concordam com aquele. O plural é indicado por uma mudança de prefixo.
O verbo tem vários prefixos. Por exemplo, em suaíli "Mtoto mdogo amekisoma" significa "A criança pequena leu isto" (um livro). Mtoto, "criança", governa o prefixo do adjetivo m - , e o sujeito do verbo com o prefixo a - . A seguir vem o tempo do verbo (perfeito) -me -  e um marcador de objeto  -ki -  concordando com kitabu (implícito), livro. O plural desta frase é: Watoto wadogo wamekisoma; se usarmos o plural para livros (vitabu ), a frase torna-se: Watoto wadogo wamevisoma.
A língua banta com o número maior de falantes é o suaíli; analisando a história desta língua, alguns linguistas acreditam que as línguas bantas formam um contínuo desde línguas tonais até línguas sem nenhum tom.
Outras línguas bantas importantes incluem o lingala, o luganda, o congo, o quimbundo,o umbundo, o chócue, e o nianja na África Central e Oriental, e o xona, o andebele setentrional, o tsuana, o sesoto, o zulu, o xossa, o ovambo, o sepedi, e o suázi na África Meridional.

## Denominações
Algumas línguas bantas são vulgarmente conhecidas pelos não africanos pelo nome sem o prefixo que funciona como um artigo definido (Swahili para Kiswahili, Zulu para isiZulu, etc.), mas a forma nua não acontece tipicamente na língua: no Botswana as pessoas são batswana, uma pessoa é um motswana, e a língua é sempre setswana.